# Trichaeta trizonata
Trichaeta trizonata är en fjärilsart som beskrevs av George Francis Hampson 1898. Trichaeta trizonata ingår i släktet Trichaeta och familjen björnspinnare. Inga underarter finns listade i Catalogue of Life.